# Rattus sanila
Rattus sanila  (Flannery & White, 1991) è un roditore della famiglia dei Muridi endemico dell'isola della Nuova Irlanda, Arcipelago di Bismarck.

## Descrizione
Roditore di grandi dimensioni, conosciuto soltanto da resti ossei sub-fossili. I molari sono grandi e larghi con una struttura delle cuspidi molto complessa. Il diastema è più lungo rispetto alle altre specie del genere Rattus. 

## Distribuzione e habitat
Questa specie è conosciuta soltanto dal ritrovamento di 7 mandibole e da alcune arcate dentarie risalenti a circa 3.000 anni fa avvenuto sull'isola della Nuova Irlanda, nell'Arcipelago di Bismarck.
Probabilmente sopravvive ancora nelle foreste primarie.

## Conservazione
Questa specie non è ancora stata valutata dalla IUCN.